# Klitajmnestra
Klitajmnestra (izvirno Κλυταιμνήστρα) je bila v grški mitologiji žena Agamemnona, kralja Miken in sestra Helene Trojanske. V Ajshilovi Oresteji Klitajmnestra ubije Agamemnona, ki naj bi bil, po Evripidu, njen drugi mož. Poleg njega ubije tudi trojansko princeso Kasandro, ki jo je Agamemnon pripeljal iz Trojanske vojne kot vojni plen. Za razliko od Ajshilove drame, pa njena vloga pri Agamemnonovi smrti v Homerjevi Odiseji ni tako jasna.
V Oresteji si je Klitajmnestra z umorom moža nakopala jezo bogov, zaradi česar je moral njen sin Orest, na Apolonovo pobudo, maščevati materin zločin po načelu oko za oko, zob za zob, kar pomeni, da jo je moral ubiti.